# アイルトン・プレシアード
エドゥアル・アイルトン・プレシアード・ガルシア（Eduar Ayrton Preciado García, 1994年7月17日 - ）は、エクアドル・エスメラルダス県エスメラルダス出身のサッカー選手。セリエA・グアヤキル・シティ所属。エクアドル代表。ポジションはFW。

## 経歴

### クラブ
2010年にカテゴリア・プリメーラ・セリエAのデポルティーボ・キトでプロデビュー。2013年から2015年7月にかけてはポルトガル・リーガプロのチームでプレー。その後母国リーグに復帰し、2017年シーズンはCSエメレクで38試合14ゴールを決め、初のシーズン二桁ゴールを記録。2018年7月にリーガMXのサントス・ラグナに移籍した。

### 代表
2017年6月9日のベネズエラ戦でエクアドル代表デビュー。2019年6月10日のメキシコ戦で、代表初ゴールを記録。同年はコパ・アメリカ2019にも出場した。

## 代表歴

### 出場大会
- エクアドル代表
  - 2022 FIFAワールドカップ

### 試合数
- 国際Aマッチ 27試合 3得点（2017年-2022年）[4]

| エクアドル代表 | 国際Aマッチ | 国際Aマッチ |
| 年             | 出場        | 得点        |
| -------------- | ----------- | ----------- |
| 2017           | 5           | 0           |
| 2018           | 6           | 0           |
| 2019           | 5           | 1           |
| 2020           | 0           | 0           |
| 2021           | 9           | 2           |
| 2022           | 2           | 0           |
| 通算           | 27          | 3           |